# 仁川港
仁川港（韓語：인천항），是位于韩国仁川广域市中区的一个贸易港。仁川地区是统一新罗和高麗对外开放的重要门户，但因为朝鲜王朝的海禁政策而转为自给自足的渔村地域，直至1876年《江華島條約》的签订才使其开放。1883年1月1日当时还称为「济物浦」的仁川港正式开港。2017年其运力突破300万TEU。